# 楠田久男
楠田久男（日语：／ Kusuda Hisao */?，1916年9月25日—2020年2月26日），日本机械工程专家、教育家，佐賀大學原校长（1986年－1990年）。

## 生平
1916年9月25日生于佐贺县。曾就读于旧制佐賀高等学校。1939年9月毕业于九州帝国大学工学部機械工学专业。曾任熊本大學工学部教授，佐賀大学理工学部教授、系主任等职。1986年至1990年，担任佐賀大學校长。
2020年2月26日在鳥栖市的养老院逝世。终年103岁。

## 荣誉
- 1988年　佐賀新聞文化奖（学术）
- 1990年　勋二等瑞宝章